# Starfruit Publications
starfruit publications ist ein deutscher Buchverlag mit Sitz in Fürth. Er wurde 2009 durch Manfred Rothenberger und Kathrin Mayer gegründet. Der Verlag will Literatur und Kunst miteinander vereinen. Timo Reger ist Gestalter der Bücher. Zu den Autoren gehören u. a. Dietmar Dath, Gerhard Falkner, Kathrin Röggla und Jáchym Topol. Zuletzt machte der Verlag auch durch biografische Werke über Nico, Kevin Coyne und Paul Abraham auf sich aufmerksam.

## Auszeichnungen
- 2012 Preis für einen bayerischen Kleinverlag des Bayerische Staatsministerium für Wissenschaft, Forschung und Kunst
- 2015 Der Band „Magische Rosinen“ steht auf der Liste „Die Schönsten deutschen Bücher“ der Stiftung Buchkunst[2]
- 2019 Der Band „Mindstate Malibu“ steht auf der Liste „Die Schönsten deutschen Bücher“ der Stiftung Buchkunst
- 2020 Deutscher Verlagspreis von Kulturstaatssekretärin Monika Grütters[3]